# دييغو كيروغا
دييغو كيروغا هو سباح إكوادوري، ولد في 9 فبراير 1961.

## وصلات خارجية
- دييغو كيروغا على موقع الاتحاد الدولي للسباحة (الإنجليزية)
- دييغو كيروغا على موقع أوليمبيديا (الإنجليزية)